# Émile Chesnelong
Pour les articles homonymes, voir Chesnelong.
Jean-Victor-Émile Chesnelong, né le 6 avril 1856 à Orthez dans les Pyrénées-Atlantiques et décédé le 29 novembre 1931 à Sens, est un prélat catholique français, successivement évêque de Valence, de 1906 à 1912, et archevêque de Sens de 1912 à 1931.

## Biographie

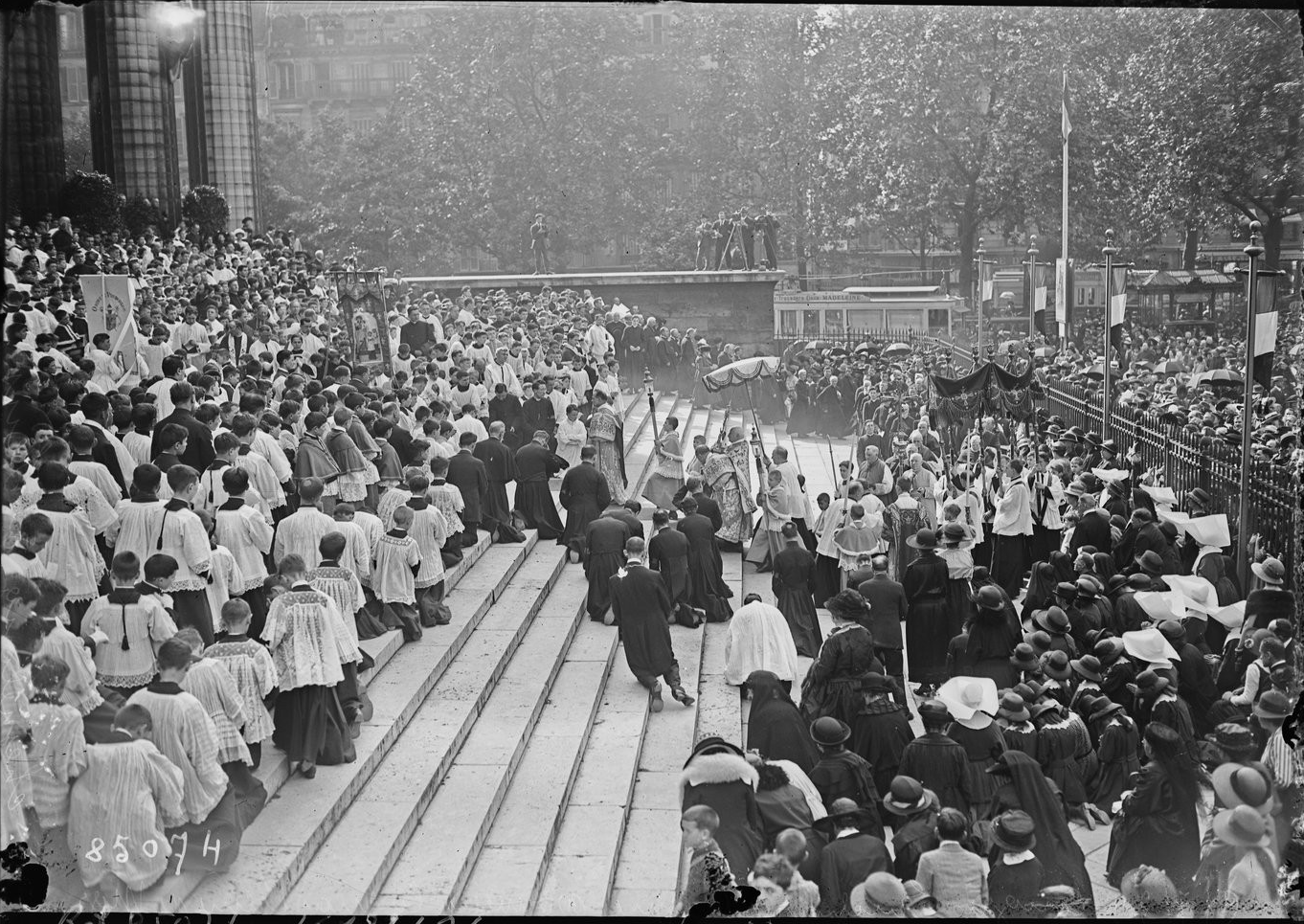
Arrivée à l'église de la Madeleine d'Émile Chesnelong lors du congrès eucharistique, le 5 juillet 1923.

Fils du légitimiste Charles Chesnelong, Jean-Victor-Émile Chesnelong est ordonné prêtre à Orthez le 20 septembre 1879 et devient curé de l’église de la Madeleine, à Paris, en 1902.
Il est nommé évêque de Valence le 21 février 1906, et sacré le 25 février suivant à Rome, par Pie X, en même temps que treize autres évêques français, et devient archevêque de Sens le 12 janvier 1912.
Il meurt en 1931.